# Copa de baloncesto de Israel 2019-20
La 60ª edición de la Copa de baloncesto de Israel (en hebreo  גביע המדינה בכדורסל) se disputó entre el 16 de octubre de 2019 y el 13 de febrero de 2020, celebrándose la Final Four en Tel Aviv. La competición la organiza la Asociación de baloncesto de Israel.

## Primera ronda
Hapoel Jerusalem, Maccabi Rishon LeZion, Hapoel Holon, Hapoel Tel Aviv, Maccabi Tel Aviv y Hapoel Be'er Sheva se clasificaron directamente para los octavos de final, y no tuvieron que disputar la primera ronda.
El 22 de octubre de 2019, Kevin Capers batió el récord  de la Copa de Israel al anotar 57 puntos pare el Hapoel Ramat Gan Givatayim en un partido en el que cayeron 94–104 ante el Hapoel Haifa, sobrepasando a Tony Dawson, que logró 55 puntos en 1992.

### H. Hevel Modi'in  vs. I. Nes Ziona
| 16 de octubre de 2019 | Hapoel Hevel Modi'in                      | 67–97                                 | Ironi Nes Ziona                                         |                                                                                               |  |
| 19:30                 | Parciales: 11–32, 21–23, 18–23, 17–19     | Parciales: 11–32, 21–23, 18–23, 17–19 | Parciales: 11–32, 21–23, 18–23, 17–19                   |                                                                                               |  |
|                       | Estadísticas Aska 20 Bier-Katz 10 Parks 7 | Box Score Pts Reb Asts                | Estadísticas Hollowell & Alber 15 Carreira 11 Limonad 7 | Pabellón: Ramla Árbitros: David Ismarili, David Colangi, Arnon Lavie Televisión: Sport5.co.il |  |

### A.S. Ramat HaSharon vs. E. Yavne
| 22 de octubre de 2019 | A.S. Ramat HaSharon                                  | 85–93                                 | Elitzur Yavne                                        | |  |
| 19:05                 | Parciales: 21–35, 27–19, 17–14, 20–25                | Parciales: 21–35, 27–19, 17–14, 20–25 | Parciales: 21–35, 27–19, 17–14, 20–25                | |  |
|                       | Estadísticas Nelson 26 Jackson 11 Gilinski & Simin 3 | Box Score Pts Reb Asts                | Estadísticas Mullings 21 Mullings 11 Three players 4 | Pabellón: Ramat HaSharon Asistencia: 250 espectadores Árbitros: Eli Meron, Yaron Chechik, Rave Sherf Televisión: Sport 5 |  |

### B. Herzliya vs. M. Ra'anana
| 22 de octubre de 2019 | Bnei Herzliya                              | 107–70                               | Maccabi Ra'anana                                              |                                                                                       |  |
| 19:05                 | Parciales: 22–21, 27–8, 29–19, 29–22       | Parciales: 22–21, 27–8, 29–19, 29–22 | Parciales: 22–21, 27–8, 29–19, 29–22                          |                                                                                       |  |
|                       | Estadísticas Levin 20 Donaldson 13 Leumi 6 | Box Score Pts Reb Asts               | Estadísticas Anderson 17 Anderson & Clamage 6 Three players 3 | Pabellón: Herzliya Árbitros: Adar Pe'er, Shai Meron, Osher Benita Televisión: Sport 5 |  |

### M. Kiryat Motzkin vs. H. Galil Elyon
| 22 de octubre de 2019 | Maccabi Kiryat Motzkin                   | 73–83                                 | Hapoel Galil Elyon                            |                                                                                               |  |
| 19:10                 | Parciales: 22–18, 13–22, 20–24, 18–19    | Parciales: 22–18, 13–22, 20–24, 18–19 | Parciales: 22–18, 13–22, 20–24, 18–19         |                                                                                               |  |
|                       | Estadísticas Stevens 20 Stevens 8 Uzan 6 | Box Score Pts Reb Asts                | Estadísticas Langston 18 O'Brien 6 Israeli 12 | Pabellón: Kiryat Motzkin Árbitros: Lior Beinish, Dvir Ranish, Dror Galpaz Televisión: Sport 5 |  |

### E. Ashkelon vs. H. Gilboa Galil
| 22 de octubre de 2019 | Elitzur Eito Ashkelon                   | 68–101                                | Hapoel Gilboa Galil                          | |  |
| 19:10                 | Parciales: 18–31, 16–31, 16–28, 18–11   | Parciales: 18–31, 16–31, 16–28, 18–11 | Parciales: 18–31, 16–31, 16–28, 18–11        | |  |
|                       | Estadísticas Delaney 17 Lev 8 Drucker 4 | Box Score Pts Reb Asts                | Estadísticas Tillman 26 Flaisher 10 Gulley 7 | Pabellón: Ashkelon Asistencia: 100 espectadores Árbitros: Kfir Mualem, Ziv Radomsky, Tommy Weber Televisión: Sport 5 |  |

### M. Hod HaSharon vs. M. Haifa
| 22 de octubre de 2019 | Maccabi Hod HaSharon                                          | 74–102                                | Maccabi Haifa                           | |  |
| 19:15                 | Parciales: 27–26, 19–29, 18–26, 10–21                         | Parciales: 27–26, 19–29, 18–26, 10–21 | Parciales: 27–26, 19–29, 18–26, 10–21   | |  |
|                       | Estadísticas Rabinowitz 19 Three players 5 Rabinowitz & Paz 3 | Box Score Pts Reb Asts                | Estadísticas Suggs 32 Sorkin 10 Cohn 10 | Pabellón: Hod HaSharon Asistencia: 300 espectadores Árbitros: Nir Meirson, Or Zarur, Ido Ma'aravi Televisión: Sport 5 |  |

### H. Ramat Gan Givatayim vs. H. Haifa
| 22 de octubre de 2019 | Hapoel Ramat Gan Givatayim                   | 94–104                                | Hapoel Haifa                                  |                                                                                                  |  |
| 19:20                 | Parciales: 25–15, 22–29, 28–29, 19–31        | Parciales: 25–15, 22–29, 28–29, 19–31 | Parciales: 25–15, 22–29, 28–29, 19–31         |                                                                                                  |  |
|                       | Estadísticas Capers 57 Solomon 17 Halamish 6 | Box Score Pts Reb Asts                | Estadísticas Hurtt 29 Nesterenko 10 Buckles 5 | Pabellón: Ramat Gan Árbitros: Barak Liberman, Assaf Engelberg, Ofir Weistoch Televisión: Sport 5 |  |

### E. Netanya vs. I. Nahariya
| 22 de octubre de 2019 | Elitzur Netanya                               | 63–70                                 | Ironi Nahariya                                       | |  |
| 19:00                 | Parciales: 17–25, 12–12, 20–22, 14–11         | Parciales: 17–25, 12–12, 20–22, 14–11 | Parciales: 17–25, 12–12, 20–22, 14–11                | |  |
|                       | Estadísticas Washington 19 Naylor 15 Naylor 5 | Box Score Pts Reb Asts                | Estadísticas Gaffney 16 Adrien & Gaffney 9 Waters 10 | Pabellón: Netanya Asistencia: 360 espectadores Árbitros: Pini Rimon, Eran Shmuel, Natalie Galliok Televisión: Sport 5 |  |

### I. Kiryat Ata vs. M. Ashdod
| 22 de octubre de 2019 | Ironi Kiryat Ata                            | 73–76                                 | Maccabi Ashdod                                | |  |
| 19:00                 | Parciales: 10–22, 19–18, 23–15, 21–21       | Parciales: 10–22, 19–18, 23–15, 21–21 | Parciales: 10–22, 19–18, 23–15, 21–21         | |  |
|                       | Estadísticas Relphorde 17 Thomas 18 David 4 | Box Score Pts Reb Asts                | Estadísticas Douglass 19 Eliyahu 13 Eliyahu 7 | Pabellón: Kiryat Ata Árbitros: Zahi Havdali, Nir Keren, Elias Abu Arav Televisión: iBasketball.co.il |  |

### H. Afula vs. H. Eilat
| 22 de octubre de 2019 | Hapoel Afula                                 | 76–103                                | Hapoel Eilat                                      |                                                                                        |  |
| 19:00                 | Parciales: 15–20, 23–26, 19–31, 19–26        | Parciales: 15–20, 23–26, 19–31, 19–26 | Parciales: 15–20, 23–26, 19–31, 19–26             |                                                                                        |  |
|                       | Estadísticas Drapic 15 Rosenberg 6 Coleman 5 | Reporte Pts Reb Asts                  | Estadísticas Terrell 22 Skjöldebrand 7 Ben-Zvi 10 | Pabellón: Afula Árbitros: Rotem Kuza, Alex Naftali, Sagi Sade Televisión: Sport5.co.il |  |

## Octavos de final

### H. Galil Elyon vs. I. Nahariya
| 9 de noviembre de 2019 | Hapoel Galil Elyon                                            | 68–78                                 | Ironi Nahariya                            |                                                                                              |  |
| 18:00                  | Parciales: 18–14, 21–20, 14–21, 15–23                         | Parciales: 18–14, 21–20, 14–21, 15–23 | Parciales: 18–14, 21–20, 14–21, 15–23     |                                                                                              |  |
|                        | Estadísticas Three players 14 Langston 9 Huber & Yerushalmi 4 | Reporte Pts Reb Asts                  | Estadísticas Warech 15 Gaffney 8 Waters 6 | Pabellón: Kfar Blum Árbitros: Elad Leibowitz, Lior Beinisch, Rave Sharf Televisión: Sport 5+ |  |

### H. Eilat vs. M. Tel Aviv
| 10 de noviembre de 2019 | Hapoel Eilat                                                                       | 76–97                                 | Maccabi Tel Aviv                         | |  |
| 17:55                   | Parciales: 17–23, 18–17, 17–23, 24–34                                              | Parciales: 17–23, 18–17, 17–23, 24–34 | Parciales: 17–23, 18–17, 17–23, 24–34    | |  |
|                         | Estadísticas Skjöldebrand & Menco 17 Davenport & Thompson 8 Ben-Chimol & Terrell 6 | Reporte Pts Reb Asts                  | Estadísticas Hunter 17 Hunter 6 Avdija 7 | Pabellón: Eilat Asistencia: 1000 espectadores Árbitros: Omer Esteron, Uri Shalhavi, Or Zarur Televisión: Sport 5 |  |

### E. Yavne vs. M. Rishon LeZion
| 10 de noviembre de 2019 | Elitzur Yavne                                          | 80–82                                 | Maccabi Rishon LeZion                                                    | |  |
| 20:10                   | Parciales: 26–25, 18–20, 19–21, 17–16                  | Parciales: 26–25, 18–20, 19–21, 17–16 | Parciales: 26–25, 18–20, 19–21, 17–16                                    | |  |
|                         | Estadísticas Mullings 22 McShepard 11 Nissim & Segal 4 | Reporte Pts Reb Asts                  | Estadísticas Monroe & Dovrat 15 Swing & Williams 7 Bourdillon & Dovrat 4 | Pabellón: Yavne Asistencia: 700 espectadores Árbitros: David Romano, Noam Gordon, Ehud Ehrenberg Televisión: Sport 5 |  |

### I. Nes Ziona vs. M. Ashdod
| 10 de noviembre de 2019 | Ironi Nes Ziona                            | 81–69                                 | Maccabi Ashdod                                |                                                                                           |  |
| 20:30                   | Parciales: 19–14, 14–13, 26–23, 22–19      | Parciales: 19–14, 14–13, 26–23, 22–19 | Parciales: 19–14, 14–13, 26–23, 22–19         |                                                                                           |  |
|                         | Estadísticas Withey 23 Withey 15 Limonad 8 | Reporte Pts Reb Asts                  | Estadísticas Douglass 18 Eliyahu 12 Eliyahu 8 | Pabellón: Nes Ziona Árbitros: Sefi Shemesh, Ofer Mannheim, Adar Peer Televisión: Sport 5+ |  |

### B. Herzliya vs. M. Haifa
| 11 de noviembre de 2019 | Bnei Herzliya                                        | 80–76                                 | Maccabi Haifa                            |                                                                                        |  |
| 19:35                   | Parciales: 16–21, 20–15, 26–22, 18–18                | Parciales: 16–21, 20–15, 26–22, 18–18 | Parciales: 16–21, 20–15, 26–22, 18–18    |                                                                                        |  |
|                         | Estadísticas Levin 23 Donaldson 12 Anthony & Leumi 4 | Reporte Pts Reb Asts                  | Estadísticas Young 30 Vargas 8 Vargas 10 | Pabellón: Herzliya Árbitros: Kfir Mualem, Guy Shmueli, Shai Meron Televisión: Sport 5+ |  |

### H. Haifa. vs. H. Gilboa Galil
| 11 de noviembre de 2019 | Hapoel Haifa                               | 69–87                                 | Hapoel Gilboa Galil                    |                                                                                          |  |
| 19:40                   | Parciales: 15–17, 21–19, 15–30, 18–21      | Parciales: 15–17, 21–19, 15–30, 18–21 | Parciales: 15–17, 21–19, 15–30, 18–21  |                                                                                          |  |
|                         | Estadísticas Siggers 14 Nesterenko 9 Tal 4 | Reporte Pts Reb Asts                  | Estadísticas Artzi 17 Varnado 10 Ziv 8 | Pabellón: Haifa Árbitros: Dan Yalon, Yoav Luboshitz, Elias Abu Arab Televisión: Sport 5+ |  |

### H. Be'er Sheva vs. H. Holon
| 16 de noviembre de 2019 | Hapoel Be'er Sheva                         | 90–103                                | Hapoel Holon                                                |                                                                                           |  |
| 19:15                   | Parciales: 21–31, 27–25, 22–19, 20–28      | Parciales: 21–31, 27–25, 22–19, 20–28 | Parciales: 21–31, 27–25, 22–19, 20–28                       |                                                                                           |  |
|                         | Estadísticas Williams 36 Zack 8 Williams 9 | Reporte Pts Reb Asts                  | Estadísticas Foster 29 Caupain & Howell 8 Caupain & Cline 5 | Pabellón: Be'er Sheva Árbitros: Gili Cohen, Zahi Havdali, Gil Gordon Televisión: Sport 5+ |  |

### H. Jerusalem vs. H. Tel Aviv
| 17 de noviembre de 2019 | Hapoel Jerusalem                                               | 85–80                                 | Hapoel Tel Aviv                                  |                                                                                      |  |
| 21:00                   | Parciales: 17–32, 25–14, 23–14, 20–20                          | Parciales: 17–32, 25–14, 23–14, 20–20 | Parciales: 17–32, 25–14, 23–14, 20–20            |                                                                                      |  |
|                         | Estadísticas Feldeine 24 Thomas & Braimoh 8 Brown & Feldeine 5 | Reporte Pts Reb Asts                  | Estadísticas Three players 17 Hamilton 9 Lyons 7 | Pabellón: Jerusalem Árbitros: Amit Balack, Dan Yalon, Rotem Kuza Televisión: Sport 5 |  |

## Cuartos de final

### H. Holon vs. I. Nahariya
| 23 de noviembre de 2019 | Hapoel Holon                                | 67–90                                 | Ironi Nahariya                           |                                                                                  |  |
| 20:30                   | Parciales: 14–20, 14–20, 20–30, 19–20       | Parciales: 14–20, 14–20, 20–30, 19–20 | Parciales: 14–20, 14–20, 20–30, 19–20    |                                                                                  |  |
|                         | Estadísticas Foster 14 Caupain 8 Caupain 10 | Reporte Pts Reb Asts                  | Estadísticas Waters 18 Adrien 8 Waters 6 | Pabellón: Holon Árbitros: Amit Balak, Kfir Mualem, Dan Yalon Televisión: Sport 5 |  |

### I. Nes Ziona vs. H. Gilboa Galil
| 24 de noviembre de 2019 | Ironi Nes Ziona                            | 97–86                                 | Hapoel Gilboa Galil                         |                                                                                          |  |
| 19:00                   | Parciales: 33–22, 25–29, 21–18, 18–17      | Parciales: 33–22, 25–29, 21–18, 18–17 | Parciales: 33–22, 25–29, 21–18, 18–17       |                                                                                          |  |
|                         | Estadísticas Withey 20 Withey 17 Limonad 8 | Reporte Pts Reb Asts                  | Estadísticas Sosa 21 Tillman & Sosa 6 Ziv 6 | Pabellón: Nes Ziona Árbitros: Sefi Shemesh, Lior Beinish, Gil Gordon Televisión: Sport 5 |  |

### B. Herzliya vs. M. Rishon LeZion
| 24 de noviembre de 2019 | Bnei Herzliya                                 | 85–86                                 | Maccabi Rishon LeZion                           |                                                                                          |  |
| 19:45                   | Parciales: 24–25, 15–24, 26–18, 19–18         | Parciales: 24–25, 15–24, 26–18, 19–18 | Parciales: 24–25, 15–24, 26–18, 19–18           |                                                                                          |  |
|                         | Estadísticas Anthony 23 Eisendorf 9 Anthony 8 | Reporte Pts Reb Asts                  | Estadísticas Hamilton 21 Williams 12 Hamilton 7 | Pabellón: Herzliya Árbitros: Ofer Manheim, Ori Shalhavi, Noam Gordon Televisión: Sport 5 |  |

### M. Tel Aviv vs. H. Jerusalem
| 25 de noviembre de 2019 | Maccabi Tel Aviv                              | 90–92                                 | Hapoel Jerusalem                                 |                                                                                          |  |
| 21:00                   | Parciales: 24–22, 19–27, 23–15, 24–28         | Parciales: 24–22, 19–27, 23–15, 24–28 | Parciales: 24–22, 19–27, 23–15, 24–28            |                                                                                          |  |
|                         | Estadísticas Wilbekin 22 Hunter 11 Wilbekin 6 | Reporte Pts Reb Asts                  | Estadísticas Lockett & Brown 19 Thomas 8 Blatt 8 | Pabellón: Tel Aviv Árbitros: Omer Esteron, Erez Gurion, David Romano Televisión: Sport 5 |  |

## Final Four
|  | Semifinales 10 de febrero de 2020 | Semifinales 10 de febrero de 2020 |                |                  | Final 13 de febrero de 2020 | Final 13 de febrero de 2020 |  |
|  |                                   |                                   |                |                  |                             |                             |  |
|  |                                   |                                   |                |                  |                             |                             |  |
|  | Maccabi Rishon LeZion             | 78                                |                |                  |                             |                             |  |
|  | Maccabi Rishon LeZion             | 78                                |                |                  |                             |                             |  |
|  | Hapoel Jerusalem                  | 90                                |                |                  |                             |                             |  |
|  | Hapoel Jerusalem                  | 90                                |                | Hapoel Jerusalem | 92                          |                             |  |
|  |                                   |                                   |                | Hapoel Jerusalem | 92                          |                             |  |
|  |                                   |                                   | Ironi Nahariya | 89               |                             |                             |  |
|  | Ironi Nes Ziona                   | 86                                | Ironi Nahariya | 89               |                             |                             |  |
|  | Ironi Nes Ziona                   | 86                                |                |                  |                             |                             |  |
|  | Ironi Nahariya                    | 91                                |                |                  |                             |                             |  |
|  | Ironi Nahariya                    | 91                                |                |                  |                             |                             |  |
|  |                                   |                                   |                |                  |                             |                             |  |

### Semifinales
| 10 de febrero de 2020 | Ironi Nes Ziona                               | 86–91                                 | Ironi Nahariya                            |                                                                                         |  |
| 18:30                 | Parciales: 19–27, 22–20, 13–22, 32–22         | Parciales: 19–27, 22–20, 13–22, 32–22 | Parciales: 19–27, 22–20, 13–22, 32–22     |                                                                                         |  |
|                       | Estadísticas Cook 35 Three players 6 Fisher 8 | Reporte Pts Reb Asts                  | Estadísticas Waters 28 Simpson 9 Waters 6 | Pabellón: Tel Aviv Árbitros: Amit Ballak, Erez Gurion, Lior Beinish Televisión: Sport 5 |  |

| 10 de febrero de 2020 | Maccabi Rishon LeZion                                | 78–90                                 | Hapoel Jerusalem                         |                                                                                          |  |
| 21:00                 | Parciales: 19–31, 21–17, 20–27, 18–15                | Parciales: 19–31, 21–17, 20–27, 18–15 | Parciales: 19–31, 21–17, 20–27, 18–15    |                                                                                          |  |
|                       | Estadísticas Monroe 27 Kelly 10 Ariel & Bourdillon 4 | Reporte Pts Reb Asts                  | Estadísticas Holland 15 Thomas 9 Blatt 6 | Pabellón: Tel Aviv Árbitros: Sefi Shemesh, Nir Meirson, Zahi Havdali Televisión: Sport 5 |  |

### Final
| 13 de febrero de 2020 | Hapoel Jerusalem                        | 92–89                | Ironi Nahariya                          |                                                                                             |  |
|                       | Parciales: 25–22, 20–21, 22–26, 21–24   |                      |                                         |                                                                                             |  |
|                       | Estadísticas Brown 26 Thomas 13 Brown 5 | Reporte Pts Reb Asts | Estadísticas Waters 26 Segev 9 McNeal 7 | Pabellón: Tel Aviv Árbitros: Omer Esteron, David Romano, Elad Leibovich Televisión: Sport 5 |  |